# Arno Grünberger
Arno Grünberger (* 14. Jänner 1947 in Innsbruck) ist ein österreichischer Architekt, der sich vorrangig auf das Gestalten von Ausstellungen spezialisiert, aber auch im klassischen Architekturbereich und im Industriedesign beheimatet ist.

## Leben und Wirken
Arno Grünberger wurde am 14. Jänner 1947 in Innsbruck in ein, nach eigener Aussage, sehr offenes Elternhaus geboren. Nach dem Besuch des Gymnasiums und der HTL für Hochbau ermöglichten ihm seine Eltern die Verwirklichung seiner Studienwünsche – selbst wenn diese noch so ungewöhnlich waren. Nach mehreren Überlegungen und einem nicht ganz geradlinigen Bildungsweg nahm er schließlich ein Studium des Industriedesigns an der Hochschule für angewandte Kunst in Wien auf, wobei ihm während dieser Zeit ein Staatspreis verliehen wurde. Nebenbei verbrachte er ein Jahr in Florenz, wo er studierte und beim damals sehr berühmten Architekturbüro Superstudio mitarbeitete. Nachdem er nach Österreich zurückgekehrt war, legte er im Jahre 1975 sein Diplom ab – seine Diplomarbeit trug den Titel Kreation einer neuen Schultasche – und eröffnete in seiner Wohnung ein eigenes Designbüro. 1978 entwarf er für Steyr Daimler Puch den sogenannten Austro-Porsche, ein unter Bruno Kreisky initiiertes Projekt, das jedoch nie zur Umsetzung gelangte. Da Industriedesign als solches zu dieser Zeit noch in den Kinderschuhen steckte und Grünberger nicht viele Chance in diesem Berufsbild in Österreich sah, studierte er neben seiner Arbeit auch noch Architektur an der Akademie der bildenden Künste Wien. In weiterer Folge eröffnete der gebürtige Tiroler ein Büro, in dem er beide Bereiche abdecken konnte. Über viele Jahre hinweg war Grünberger selbstständig und freischaffend tätig und verdiente in dieser Zeit nach eigener Aussage nie viel Geld.
Erst nach einem radikalen Umbau seines Büros folgte eine personelle wie auch räumliche Vergrößerung, wobei er mit zwei weiteren Architekten eine Arbeitsgemeinschaft bildete. Jeder der drei Architekten arbeitete eigenständig und akquirierte eigene Aufträge, doch durch die Zusammenarbeit entstanden zunehmend Synergieeffekte. Gemeinsam realisierte das Architekturteam erste Ausstellungen, wofür das Büro um einen Kunsthistoriker und Zeitgeschichtler erweitert wurde. Es handelte sich um das erste Atelier in Wien mit einer derart interdisziplinären Struktur, wodurch auch fachübergreifende Projekte umgesetzt werden konnten. Im Laufe der Zeit wandelte sich das Unternehmen, der Standort wurde verlegt und die Partnerschaft auf zwei Personen reduziert. Trotz dieser Änderungen arbeitet das Büro weiterhin interdisziplinär und ergänzt fehlende Kompetenzen projektbezogen durch externe Fachkräfte. Neben den klassischen Architekturaufträgen wie der Gestaltung von Einfamilienhäusern, Kanzleien, Praxen oder Wohnungsumbauten erhielt er im Jahr 1983 den Auftrag zur Gestaltung einer Kulturausstellung mit dem Thema Syrien im Wiener Künstlerhaus. Dies eröffnete Grünberger neue Möglichkeiten, woraufhin er in den folgenden Jahrzehnten vielfach als Architekt für verschiedenste Ausstellungen engagiert wurde. So übernahm er beispielsweise die Ausstellungsgestaltungen im Volkskundemuseum Wien.
Im Jahr 1984 publizierte Grünberger das 32 Seiten umfassende Heft Nachrichten von Arbeiten zwischen 1974 und 1983. Eine Zeitung., das in Deutsch und unter dem Titel Notizie su lavori eseguiti tra il 1974 e il 1983. Un giornale. auch auf Italienisch, erschien. 1987 zeigte er sich etwa für die Gestaltung der oberösterreichischen Landesausstellung in Steyr verantwortlich. Zwei Jahre später gestaltete er zusammen mit Bertram Mayer und Reinhard Mittersteiner die niederösterreichische Landesausstellung mit dem Titel Magie der Industrie. Ebenso in Steyr erfolgte im Jahr 1999 unter der Planung des Tirolers eine Erweiterung des Museum Arbeitswelt Steyr durch Um- und Zubauten, wobei ein 800 m² großes Veranstaltungszentrum angefügt wurde.
Im Jahr 1998 begann seine langjährige Tätigkeit in Leoben, wo er im Laufe der Jahre als Gestalter an allen großen Ausstellungen der Kunsthalle Leoben beteiligt war. Für die Gestaltung der bis dahin elf ethnologischen und kulturhistorischen Großausstellungen in Leoben erhielt er im Sommer 2008 den mit 3.600 Euro dotierten Kulturpreis der Stadt Leoben. Die Wahl der Jury, bestehend aus Bürgermeister Matthias Konrad, Kulturreferent Franz Valland, Filmschaffenden und ORF-Regisseur Günter Schilhan, Museumsgestalter Reinhard Mittersteiner und Baudirektor Heimo Berghold, fiel einstimmig zu Gunsten Grünbergers. Die Verleihung fand im Chinesischen Pavillon im Park des im Sommer 2008 eröffneten Asia Spa Leoben statt.
Grünberger, der mit seiner Lebensgefährtin in einem Haus im 23. Wiener Gemeindebezirk lebt, ist Vater eines Sohnes und betrieb sein Architekturbüro mit dem Namen spurwien bis zu seiner Pensionierung Ende Jänner 2013 am Schwedenplatz 2 in der Inneren Stadt. Auch im kulturellen Vereinswesen engagiert, war er unter anderem Vorstandsmitglied des Wiener Künstlerhauses und widmet sich in seiner Freizeit dem Kyūdō, dem traditionellen japanischen Bogenschießen.

## Planungen, Bauten und Ausstellungsgestaltung bzw. -architektur (Auswahl)
- Ausstellung Syrien im Künstlerhaus Wien
- Ausstellungen im Volkskundemuseum Wien
- Gestaltung der oberösterreichischen Landesausstellung 1987 in Steyr
- Gestaltung der niederösterreichischen Landesausstellung 1989 (Magie der Industrie) in Pottenstein an der Triesting
- Ausstellungsgestalter und -architekt aller Großausstellungen in der Kunsthalle Leoben von 1998 bis mindestens 2015[8]
- Erweiterung des Museum Arbeitswelt Steyr im Jahr 1999
- Ausstellungen im Museum Arbeitswelt Steyr[9][10]
- Ausstellung Verfreundete Nachbarn im Rahmen der Reihe Deutschland und seine Nachbarn im Haus der Geschichte in Bonn (2005)[11]
- Villa in Wien-Döbling (zusammen mit Wolfgang Wagner)[12]
- Ausstellung im Museum Wattens (ab 2007)[13]
- Ausstellung Napoleon auf der Schallaburg (2009)[14]
- Gestaltung des Universitätsmuseums der Montanuniversität Leoben in den ehemaligen Räumlichkeiten des Universitätssportinstituts in der Peter-Tunner-Straße 15 im Jahr 2012[15]
- Ausstellung Sixties Design im Möbelmuseum Wien (2012)[16]
- Neugestaltung des Meteoritensaals im Naturhistorischen Museum Wien (2012)[17]
- Neugestaltung der Anthropologie-Säle im Naturhistorisches Museum Wien (2012/13)[18][19]

## Auszeichnungen und Ehrungen (Auswahl)
- 2007 Kulturpreis der Stadt Leoben